# Distretto di Rasony
Il distretto di Rasony (in bielorusso Расонскі раён?) è un distretto (raën) della Bielorussia appartenente alla regione di Vicebsk.